# Finale wereldkampioenschap voetbal 1970
De finale van het wereldkampioenschap voetbal 1970 was de 9e editie van de voetbalwedstrijd die gespeeld werd in het kader van het FIFA Wereldkampioenschap. De wedstrijd vond plaats op 21 juni 1970 tussen Italië en Brazilië. De finale werd gespeeld in het Aztekenstadion in Mexico City.
Het was vooraf een confrontatie tussen de ploeg met de beste verdediging en de ploeg met de beste aanval. Het aanvallende team had het eerst succes, Brazilië scoorde via een geweldige kopgoal van Pelé. De Italianen profiteerden van een fout van Clodoaldo, die de bal zomaar inleverde bij Boninsegna. In de tweede helft bleek de Braziliaanse aanval veel te sterk, Gérson scoorde vanaf afstand en Jairzinho deed wat hij elke wedstrijd in Mexico deed: scoren. Het mooiste doelpunt was de vierde: een doelpunt over veel schijven, Pelé legde de bal klaar voor de aanstormende aanvoerder Carlos Alberto: 4-1. Bondscoach Mário Zagallo werd de eerste die wereldbeker als speler en als trainer won.
Het was vooral een zege van het aanvallende voetbal, een verademing na de WK's van 1962 en 1966, waar vooral verdedigend voetbal en grof geweld domineerde. Opvallend was het verschil tussen de aanval en de labiele verdediging, waar doelman Felix vooral opviel door blunders en zenuwachtig gedrag, Felix was dan ook een buitensporige roker. De aanval was echter van grote klasse, alleen voor Pelé was het zijn laatste WK-duel. Brazilië won de Jules Rimet Cup voor de derde keer en mocht de Cup houden, later zou de cup kwijtraken en nooit meer terug gevonden worden.

## Route naar de finale
| Land      | Wed | W | G | V | DV | DT | Ptn |
| --------- | --- | - | - | - | -- | -- | --- |
| Brazilië  | 6   | 6 | 0 | 0 | 23 | 2  | 12  |
| Paraguay  | 6   | 4 | 0 | 2 | 6  | 5  | 8   |
| Colombia  | 6   | 1 | 1 | 4 | 7  | 12 | 3   |
| Venezuela | 6   | 0 | 1 | 5 | 1  | 18 | 1   |

| Land                           | Wed | W | G | V | DV | DT | Ptn |
| ------------------------------ | --- | - | - | - | -- | -- | --- |
| Italië                         | 4   | 3 | 1 | 0 | 10 | 3  | 7   |
| Duitse Democratische Republiek | 4   | 2 | 1 | 1 | 7  | 7  | 5   |
| Wales                          | 4   | 0 | 0 | 4 | 3  | 10 | 0   |

| Land              | Wed | Win | Gel | Ver | DV | DT | +/− | Pnt |
| ----------------- | --- | --- | --- | --- | -- | -- | --- | --- |
| Brazilië          | 3   | 3   | 0   | 0   | 8  | 3  | 5   | 6   |
| Engeland          | 3   | 2   | 0   | 1   | 2  | 1  | 1   | 4   |
| Roemenië          | 3   | 1   | 0   | 2   | 4  | 5  | -1  | 2   |
| Tsjecho-Slowakije | 3   | 0   | 0   | 3   | 2  | 7  | -5  | 0   |

| Land    | Wed | Win | Gel | Ver | DV | DT | +/− | Pnt |
| ------- | --- | --- | --- | --- | -- | -- | --- | --- |
| Italië  | 3   | 1   | 2   | 0   | 1  | 0  | 1   | 4   |
| Uruguay | 3   | 1   | 1   | 1   | 2  | 1  | 1   | 3   |
| Zweden  | 3   | 1   | 1   | 1   | 2  | 2  | 0   | 3   |
| Israël  | 3   | 0   | 2   | 1   | 1  | 3  | -2  | 2   |

## Wedstrijddetails
|                                             |                                                      |       |                |                                                                                       |
| 21 juni 1970 12:00 UTC−6 «onderlinge duels» | Brazilië                                             | 4 – 1 | Italië         | Aztekenstadion, Mexico City Toeschouwers: 107.412 Scheidsrechter: Rudi Glöckner (DDR) |
| 21 juni 1970 12:00 UTC−6 «onderlinge duels» | Pelé 18' Gérson 68' Jairzinho 71' Carlos Alberto 86' |       | 37' Boninsegna | Aztekenstadion, Mexico City Toeschouwers: 107.412 Scheidsrechter: Rudi Glöckner (DDR) |

| Brazilië | Italië |

| Brazilië:     |    |                |            |
|               |    |                |            |
| GK            | 1  | Félix          |            |
| RB            | 4  | Carlos Alberto |            |
| CB            | 2  | Brito          |            |
| CB            | 3  | Wilson Piazza  |            |
| LB            | 16 | Everaldo       |            |
| RM            | 7  | Jairzinho      |            |
| CM            | 8  | Gérson         |            |
| CM            | 5  | Clodoaldo      |            |
| LM            | 11 | Rivelino       | Kreeg geel |
| CF            | 10 | Pelé           |            |
| CF            | 9  | Tostão         |            |
| Coach:        |    |                |            |
| Mário Zagallo |    |                |            |

| Italië:              |    |                    |            |
|                      |    |                    |            |
| GK                   | 16 | Enrico Albertosi   |            |
| RB                   | 19 | Tarcisio Burgnich  | Kreeg geel |
| CB                   | 15 | Roberto Rosato     |            |
| CB                   | 5  | Pierluigi Cera     |            |
| LB                   | 3  | Giacinto Facchetti |            |
| RM                   | 4  | Giancarlo De Sisti |            |
| DM                   | 6  | Mario Bertini      | 75'        |
| CM                   | 10 | Sandro Mazzola     |            |
| LM                   | 22 | Angelo Domenghini  |            |
| CF                   | 12 | Luigi Riva         |            |
| CF                   | 7  | Roberto Boninsegna | 84'        |
| Wisselspelers:       |    |                    |            |
| MF                   | 18 | Antonio Juliano    | 75'        |
| MF                   | 14 | Gianni Rivera      | 84'        |
| Coach:               |    |                    |            |
| Ferruccio Valcareggi |    |                    |            |

A-internationals · Selecties · CBF · Braziliaans vrouwenelftal · Olympisch elftal · Bondscoaches
1910 – 1919 · 
1920 – 1929 · 
1930 – 1939 · 
1940 – 1949 · 
1950 – 1959 · 
1960 – 1969 · 
1970 – 1979 · 
1980 – 1989 · 
1990 – 1999 · 
2000 – 2009 · 
2010 – 2019 · 
2020 – 2029
WK 1930 · 
WK 1934 · 
WK 1938 · 
WK 1950 · 
WK 1954 · 
WK 1958 · 
WK 1962 · 
WK 1966 · 
WK 1970 · 
WK 1974 · 
WK 1978 · 
WK 1982 · 
WK 1986 · 
WK 1990 · 
WK 1994 · 
WK 1998 · 
WK 2002 · 
WK 2006 · 
WK 2010 · 
WK 2014 · 
WK 2018 · 
WK 2022
OS 1952 · 
OS 1960 · 
OS 1964 · 
OS 1968 · 
OS 1972 · 
OS 1976 · 
OS 1984 · 
OS 1988 · 
OS 1996 · 
OS 2000 · 
OS 2008 · 
OS 2012 · 
OS 2016 · 
OS 2020
1914 · 
1915 · 
1916 · 
1917 · 
1918 · 
1919 · 
1920 · 
1921 · 
1922 · 
1923 · 
1924 · 
1925 · 
1926 · 
1927 · 
1928 · 
1929 · 
1930 · 
1931 · 
1932 · 
1933 · 
1934 · 
1935 · 
1936 · 
1937 · 
1938 · 
1939 · 
1940 · 
1941 · 
1942 · 
1943 · 
1944 · 
1945 · 
1946 · 
1947 · 
1948 · 
1949 · 
1950 · 
1951 · 
1952 · 
1953 · 
1954 · 
1955 · 
1956 · 
1957 · 
1958 · 
1959 · 
1960 · 
1961 · 
1962 · 
1963 · 
1964 · 
1965 · 
1966 · 
1967 · 
1968 · 
1969 · 
1970 · 
1971 · 
1972 · 
1973 · 
1974 · 
1975 · 
1976 · 
1977 · 
1978 · 
1979 · 
1980 · 
1981 · 
1982 · 
1983 · 
1984 · 
1985 · 
1986 · 
1987 · 
1988 · 
1989 · 
1990 · 
1991 · 
1992 · 
1993 · 
1994 · 
1995 · 
1996 · 
1997 · 
1998 · 
1999 · 
2000 · 
2001 · 
2002 · 
2003 · 
2004 · 
2005 · 
2006 · 
2007 · 
2008 · 
2009 · 
2010 · 
2011 · 
2012 · 
2013 · 
2014 · 
2015 · 
2016 · 
2017 · 
2018 ·
2019 ·
2020 ·
2021
Algerije ·
Andorra ·
Argentinië ·
Australië ·
België ·
Bolivia ·
Bosnië en Herzegovina ·
Bulgarije ·
Canada ·
Chili ·
China ·
Colombia ·
Congo-Kinshasa ·
Costa Rica ·
Denemarken ·
DDR ·
Duitsland ·
Ecuador ·
Egypte ·
El Salvador ·
Engeland ·
Estland ·
Finland ·
Frankrijk ·
Gabon ·
Ghana ·
Griekenland ·
Guatemala ·
Guinee ·
Haïti ·
Honduras ·
Hongarije ·
Hongkong ·
Ierland ·
IJsland ·
Irak ·
Iran ·
Israël ·
Italië ·
Ivoorkust ·
Jamaica ·
Japan ·
Joegoslavië ·
Kameroen ·
Kroatië ·
Letland ·
Litouwen ·
Luxemburg ·
Maleisië ·
Marokko ·
Mexico ·
Nederland ·
Nieuw-Zeeland ·
Nigeria ·
Noord-Ierland ·
Noord-Korea ·
Noorwegen ·
Oekraïne ·
Oman ·
Oostenrijk ·
Panama ·
Paraguay ·
Peru ·
Polen ·
Portugal ·
Qatar .
Roemenië ·
Rusland ·
Saoedi-Arabië ·
Senegal ·
Servië ·
Schotland ·
Slowakije ·
Sovjet-Unie ·
Spanje ·
Tanzania ·
Thailand ·
Tsjechië ·
Tsjecho-Slowakije ·
Tunesië ·
Turkije ·
Uruguay ·
Venezuela ·
Verenigde Arabische Emiraten ·
Verenigde Staten ·
Wales ·
Zambia ·
Zimbabwe ·
Zuid-Afrika ·
Zuid-Korea ·
Zweden ·
Zwitserland
Argentinië (1982) ·
Argentinië (2005) ·
Australië (1997) ·
Australië (2006) ·
België (2018) ·
Chili (2014) ·
China (2002) ·
Colombia (2014) ·
Costa Rica (2018) ·
Duitsland (2002) ·
Duitsland (2014) ·
Frankrijk (1998) ·
Frankrijk (2006) ·
Ghana (2006) ·
Hongarije (1954) ·
Italië (1970) ·
Italië (1982) ·
Italië (1994) ·
Japan (2006) ·
Kameroen (2014) ·
Kameroen (2022) ·
Kroatië (2006) ·
Kroatië (2014) ·
Kroatië (2022) ·
Mexico (1999) ·
Mexico (2014) ·
Mexico (2018) ·
Nederland (2014) ·
Portugal (2010) ·
Servië (2018) ·
Spanje (2013) ·
Tsjecho-Slowakije (1962, 2) ·
Turkije (2002, 1) ·
Uruguay (1950) ·
Verenigde Staten (2009, 2) ·
Zweden (1958) ·
Zwitserland (2018)
FIGC · A-internationals · Selecties · Bondscoaches · Italiaans vrouwenelftal · Olympisch elftal · Italië U21 · Italië U20 · Italië U19 · Italië U18 · Italië U17 · Italië U16 · Vrouwen U17
1910 – 1919 ·
1920 – 1929 ·
1930 – 1939 ·
1940 – 1949 ·
1950 – 1959 ·
1960 – 1969 ·
1970 – 1979 ·
1980 – 1989 ·
1990 – 1999 ·
2000 – 2009 ·
2010 – 2019 ·
2020 − 2029
EK's: 1968 · 
1980 · 
1988 · 
1996 · 
2000 · 
2004 · 
2008 · 
2012 · 
2016 ·
2020 ·
2024
WK's: 1934 · 
1938 · 
1950 · 
1954 · 
1962 · 
1966 · 
1970 · 
1974 · 
1978 · 
1982 · 
1986 · 
1990 · 
1994 · 
1998 · 
2002 · 
2006 · 
2010 · 
2014
OS: 1912 · 
1920 · 
1924 · 
1928 · 
1936 · 
1948 · 
1952 · 
1960 · 
1984 · 
1988 · 
1992 · 
1996 · 
2000 · 
2004 · 
2008
1911 · 
1912 · 
1913 · 
1914 · 
1915 · 
1916 · 1917 · 1918 · 1919 · 
1920 · 
1921 · 
1922 · 
1923 · 
1924 · 
1925 · 
1926 · 
1927 · 
1928 · 
1929 · 
1930 · 
1931 · 
1932 · 
1933 · 
1934 · 
1935 · 
1936 · 
1937 · 
1938 · 
1939 · 
1940 · 
1941 · 
1942 · 
1943 · 1944 · 
1945 · 
1946 · 
1947 · 
1948 · 
1949 · 
1950 · 
1952 · 
1952 · 
1953 · 
1954 · 
1955 · 
1956 · 
1957 · 
1958 · 
1959 · 
1960 · 
1961 · 
1962 · 
1963 · 
1964 · 
1965 · 
1966 · 
1967 · 
1968 · 
1969 · 
1970 · 
1971 · 
1972 · 
1973 · 
1974 · 
1975 · 
1976 · 
1977 · 
1978 · 
1979 · 
1980 · 
1981 · 
1982 · 
1983 · 
1984 · 
1985 · 
1986 · 
1987 · 
1988 · 
1989 · 
1990 ·
1991 · 
1992 · 
1993 · 
1994 · 
1995 · 
1996 · 
1997 · 
1998 · 
1999 · 
2000 · 
2001 · 
2002 · 
2003 · 
2004 · 
2005 · 
2006 · 
2007 · 
2008 · 
2009 · 
2010 · 
2011 · 
2012 · 
2013 · 
2014 · 
2015 · 
2016 · 
2017 ·
2018 ·
2019 ·
2020 ·
2021 ·
2022 ·
2023 ·
2024
Albanië ·
Algerije ·
Argentinië ·
Armenië ·
Australië ·
Azerbeidzjan ·
België ·
Bosnië en Herzegovina ·
Brazilië ·
Bulgarije ·
Canada ·
Chili ·
China ·
Costa Rica ·
Cyprus ·
DDR ·
Denemarken ·
Duitsland ·
Ecuador ·
Egypte ·
Engeland ·
Estland ·
Faeröer ·
Finland ·
Frankrijk ·
Georgië ·
Ghana ·
Griekenland ·
Haïti ·
Hongarije ·
Ierland ·
IJsland ·
Israël ·
Ivoorkust ·
Japan ·
Joegoslavië ·
Kameroen ·
Kroatië ·
Liechtenstein · 
Litouwen ·
Luxemburg ·
Malta ·
Marokko ·
Mexico ·
Moldavië ·
Montenegro ·
Nederland ·
Nieuw-Zeeland ·
Nigeria ·
Noord-Ierland ·
Noord-Korea ·
Noord-Macedonië ·
Noorwegen ·
Oekraïne ·
Oostenrijk ·
Paraguay ·
Peru ·
Polen ·
Portugal ·
Roemenië ·
Rusland ·
San Marino ·
Saoedi-Arabië ·
Schotland ·
Servië ·
Servië en Montenegro ·
Slovenië ·
Slowakije ·
Sovjet-Unie ·
Spanje ·
Tsjechië ·
Tsjecho-Slowakije ·
Tunesië ·
Turkije ·
Uruguay ·
Venezuela ·
Verenigde Staten ·
Wales ·
Wit-Rusland ·
Zuid-Afrika ·
Zuid-Korea ·
Zweden ·
Zwitserland
Argentinië (1982) · 
Australië (2006) · 
België (2016) · 
België (2021) · 
Brazilië (1970) · 
Brazilië (1982) · 
Brazilië (1994) · 
Costa Rica (2014) · 
Duitsland (2006) · 
Duitsland (2012) · 
Engeland (2012) ·
Engeland (2014) ·
Engeland (2021) ·
Frankrijk (2000) · 
Frankrijk (2006) · 
Frankrijk (2008) · 
Ghana (2006) · 
Hongarije (1938) · 
Ierland (2012) · 
Joegoslavië (1968) · 
Kameroen (1982) · 
Kroatië (2012) · 
Nederland (2008) · 
Nieuw-Zeeland (2010) · 
Oekraïne (2006) · 
Oostenrijk (2021) · 
Paraguay (2010) · 
Peru (1982) · 
Polen (1982, 1) · 
Polen (1982, 2) · 
Roemenië (2008) · 
Spanje (2008) ·
Spanje (2012, 1) ·
Spanje (2012, 2) ·
Spanje (2016) ·
Spanje (2021) ·
Tsjechië (2006) · 
Turkije (2021) · 
Uruguay (2014) · 
Verenigde Staten (2006) · 
Wales (2021) · 
West-Duitsland (1982) · 
Zweden (2016) · 
Zwitserland (2021)